# GLAMOROUS SKY
《GLAMOROUS SKY》，日本女歌手中島美嘉以「NANA starring MIKA NAKASHIMA」名義發行的第16張單曲和代表作之一。2005年8月31日發行。

## 概述
- 本人主演的大熱電影「NANA」的主題曲，其後收錄以「NANA starring MIKA NAKASHIMA」名義唯一的專輯「THE END」中。
- 作曲人為知名樂團「L'Arc~en~Ciel」的主唱HYDE，填詞人則為「NANA」的原作者矢澤愛。
- Original Version的電視披露是於「Music Station」，當時HYDE亦作為吉他手出席。而在年末所有音樂節目時都只演唱了Acoustic Version。
- 四年後，作曲人HYDE的精選輯「HYDE」中翻唱了「GLAMOROUS SKY」的英文版本。
- 由於新曲眾多，日本唱片協會認證本作為專輯而非單曲。
- 本作發行後連續兩周高據Oricon榜冠軍位置，為中島本人首次獲得單曲冠軍。
- 累積銷量約44萬，為中島本人銷量第二高單曲，僅次於出道單曲「STARS」，同時為年榜TOP10中唯一的女性單曲。
- 2010年6月，Acid Black Cherry「Recreation 2」中亦翻唱「GLAMOROUS SKY」。

## 收錄歌曲

### CD
1. GLAMOROUS SKY
  - 作詞：AI YAZAWA／作曲：HYDE／編曲：HYDE・KAZ
2. MY MEDICINE
  - 作詞：Lori Fine／作曲：南康弘／編曲：根岸孝旨
3. BLOOD
  - 作詞：mmm.31f.jp／作曲：古賀繁一／編曲：根岸孝旨
4. ISOLATION
  - 作詞：mmm.31f.jp／作曲：南康弘／編曲：根岸孝旨
5. GLAMOROUS SKY（instrumental）
  - 作曲：HYDE／編曲：HYDE・KAZ
6. MY MEDICINE（instrumental）
  - 作曲：南康弘／編曲：根岸孝旨

### 黑膠唱片
SIDE-A
1. GLAMOROUS SKY
2. MY MEDICINE

SIDE-B
1. BLOOD
2. ISOLATION